# Przasnysz
Przasnysz (udtale: [ˈpʂasnɨʂ])  er en by der ligger i det østlige, centrale Polen, i den nordlige del af voivodskabet Masovien (Województwo mazowieckie) og har 16.662(2021) indbyggere og et areal på	25,16 km². Den er en del af powiatet (amt) Przasnysz.

## Historie
De ældste spor efter bosættelse i området Przasnysz kommer fra skiftet mellem bronze og jernalderen (omkring 700 f.Kr.). I det 13. århundrede, var der en markedsbebyggelse ved Węgierka-floden. Der var også en jagtgård for de Mazoviske fyrster. Navnet på byen kommer ifølge folkekilder  fra mølleren Przaśnik, som var vært for den herreløse jagthertug Konrad 1. af Masovien og blev derefter slået til ridder med de omkringliggende lande.
Przasnysz hurtige udvikling skyldtes dens gunstige beliggenhed på grænsen mellem to økonomisk vigtige områder:  Kurpiowska-sletten og  landbrugområdet  Ciechanowska-opland. Den 10. oktober 1427 opnåede Przasnysz byprivilegier under Kulmer lov (Chełmno-lov) fra den masoviske hertug Janusz 1. af Warszawa. Byen blomstrede i det 16. århundrede, især efter indlemmelsen af Mazovien i Kongeriget Polens krone i 1526. Przasnysz var en kongeby og et powiatssæde i Ciechanów i Masovian Voivodeskab i Kongeriget Polens Storpolske provins, i Kongeriget Polen.